# Bojić
Bojić (cyr. Бојић) – wieś w Serbii, w okręgu maczwańskim, w mieście Šabac. W 2011 roku liczyła 342 mieszkańców.